# Jacques Lemercier
Jacques Lemercier (Pontoise, 1585 - París, 13 de enero de 1654) fue un arquitecto e ingeniero francés del siglo XVII, uno de los integrantes del influyente trío que incluía a Louis Le Vau y François Mansart, que formó el clasizante estilo barroco francés, basándose en las tradiciones francesas del siglo anterior y en la práctica romana de la época, una síntesis fresca y esencialmente francesa asociada con el cardenal Richelieu y Luis XIII. Además también ejerció de urbanista, decorador y diseñador de jardines.

## Biografía
Jacques Lemercier nació en Pontoise en el seno de una familia de arquitectos y maestros albañiles de la localidad, ya bien establecida en Île-de-France y conocida desde el siglo XVI. Su abuelo, Pierre Mercier, y su padre, Nicolas Le Mercier, habían dirigido los grandes proyectos de Pontoise (Saint-Maclou, Notre Dame).
Beneficiándose de un viaje de estudio a Italia con una larga estadía en Roma, presumiblemente desde 1607 hasta 1610, Lemercier desarrolló la manera simplista y clasicista establecida por Salomon de Brosse, que murió en 1636, y cuyo Palacio del Luxemburgo para María de Medici Lemercier vería completarse. Desde 1612 (bajo Enrique IV), ya estaba de vuelta en Francia y construyó el convento de los Mínimos de Fublaines cerca de Meaux. Residió después en Montereau, probablemente trabajando en el puente. Fue consultado en los años siguientes para los puentes de Toulouse (1614), Lyon (1619) y Rouen (1620). Después de varios años trabajando como ingeniero construyendo puentes, en 1615 fue cualificado como arquitecto y su primer gran encargo fue completar la parisina Iglesia de los Oratorianos (1616), que había sido iniciada por Clément Métezeau; su éxito le permitió formarse una reputación. En 1617 construyó el anfiteatro de Medicina de la calle Bûcherie (hoy destruido); en 1622 diseñó la portada del castillo de Dracy-Saint-Loup (Saône-et-Loire); en 1623 fue consultado para la iglesia de San Eustaquio. El Hôtel de Liancourt (1623) destaca entre los hôtels particuliers parisinos de Lemercier para los clientes aristocráticos.

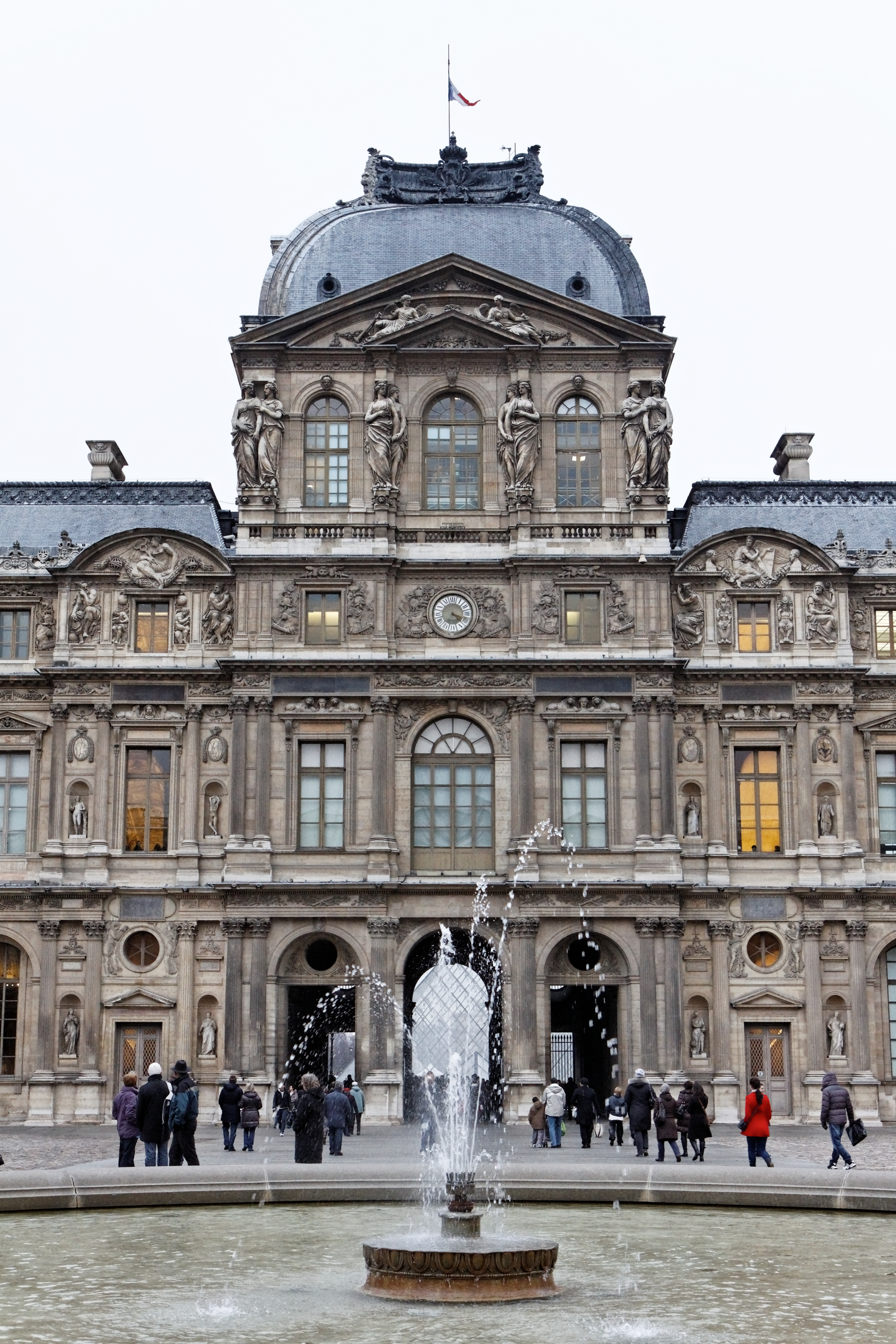
Pavillon de l’Horloge del Louvre

Ya en 1618 aparece como architecte du roy, con un salario de 1200, que le permitieron invertir en su taller. En 1625, Richelieu lo puso a cargo del principal proyecto real, las galerías que estaban siendo añadidas al palacio del Louvre, donde Lemercier estaba trabajando según el diseño establecido por Pierre Lescot una generación antes; por motivos de regularidad, los rangos de Lescot en la Cour Carré se multiplicaron en nuevos patios, cuadruplicando el área del edificio, teniendo cada uno de los cuatro lados un pabellón en el centro. De esta manera, Lemercier construyó la mitad septentrional del lado oeste y el famoso Pavillon de l'Horloge en el centro del ala oeste, cuya construcción fue realizada tras derribar parte de la estructura original fechada en tiempos de Carlos V el Sabio. Su alta cúpula cuadrada rompe la línea de la cubierta del ala y tres aberturas arqueadas brindan acceso al patio cerrado. Dos órdenes superpuestos de columnas y una rica decoración escultórica en frontones y nichos, en muelles y paneles se mantienen bajo el control de fuertes líneas horizontales de cornisa.

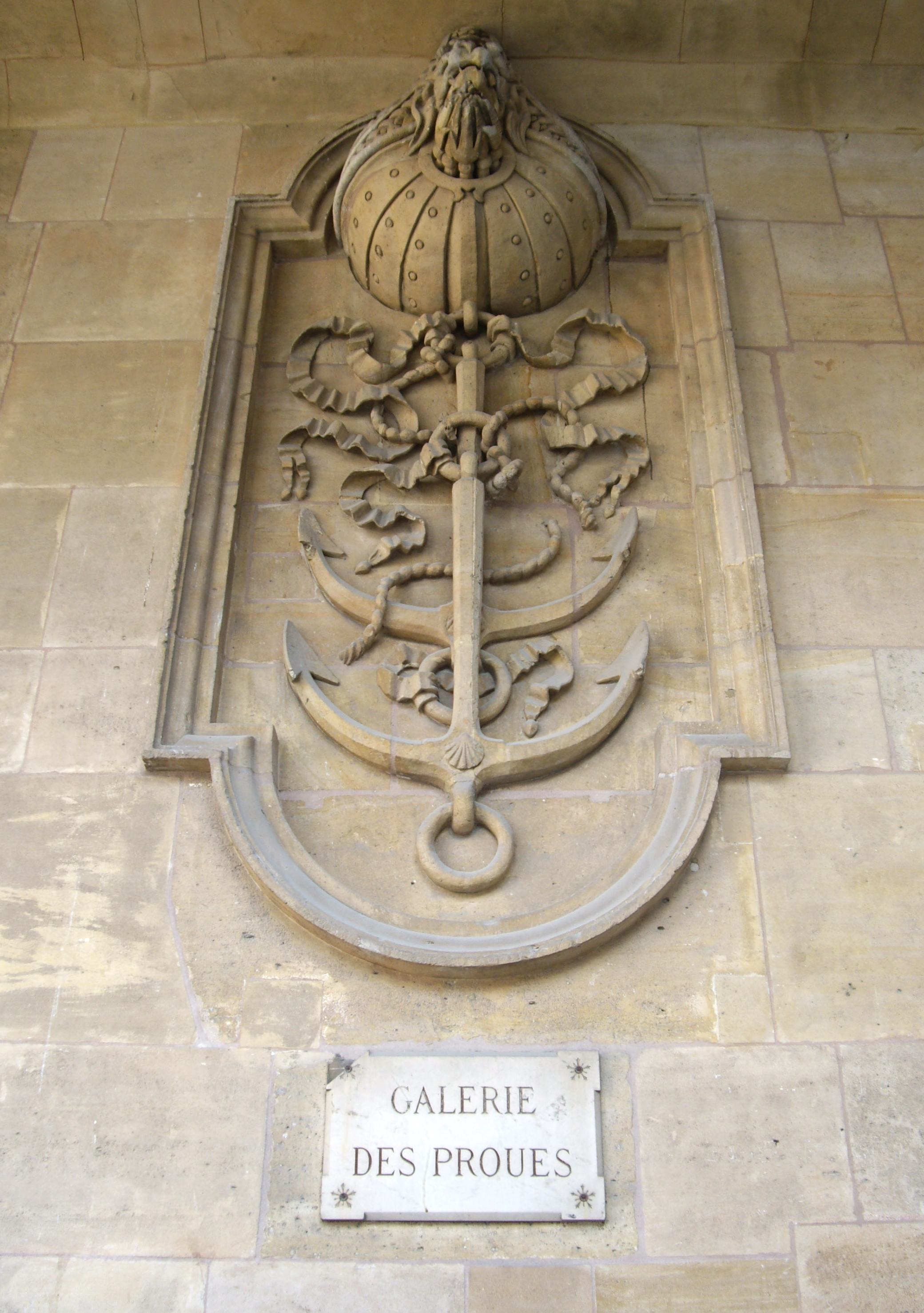
Relieve de anclas de barcos y proas, un remanente sobreviviente del Palais-Cardinal de Lemercier

Lemercier construyó (desde 1627) la residencia de Richelieu en París, el Palais-Cardinal, hoy Palais Royal. «El palacio de Richelieu fue destruido por el fuego en 1763. Solo sobrevive un remanente: un fragmento de muro con un relieve de anclas y proas de barcos, signos del papel del Cardenal como Superintendente de la Armada, que aparecían por todo el palacio.» Este remanente se encuentra en la Galerie des Proues, en el lado este de la segunda corte (en el lado del jardín), la llamada Cour d'Honneur. Un proyecto urbanístico más expansivo, uno de los proyectos franceses no militares más ambiciosos del siglo, fue la residencia palaciega, la gran iglesia parroquial y toda la nueva ciudad de Richelieu, en Poitou (Indre-et-Loire), una ciudad ideal caracterizada por una serie de ejes de calles regulares con casas de estilo uniforme. En la misma ciudad levantó un vasto palacio, del cual solo quedan restos y que fue una improvisación sobre el tema establecido por el Luxemburgo de Brosse. También para el Cardenal, Lemercier reconstruyó el château de Rueil, no demasiado lejos de París, también demolido. Realizó el proyecto del [château de Thouars]] para Marie de La Tour de Auvernia, duquesa consorte de La Trémoille, que comenzó a construirse en 1638 y que se conserva, con su majestuosa y larga fachada. Menos conocidos, porque los jardines son menos permanentes, hay jardines de parterres dispuestos en los diseños de Lemercier, en Montjeu, Richelieu y Rueil (Mignot; Gady).

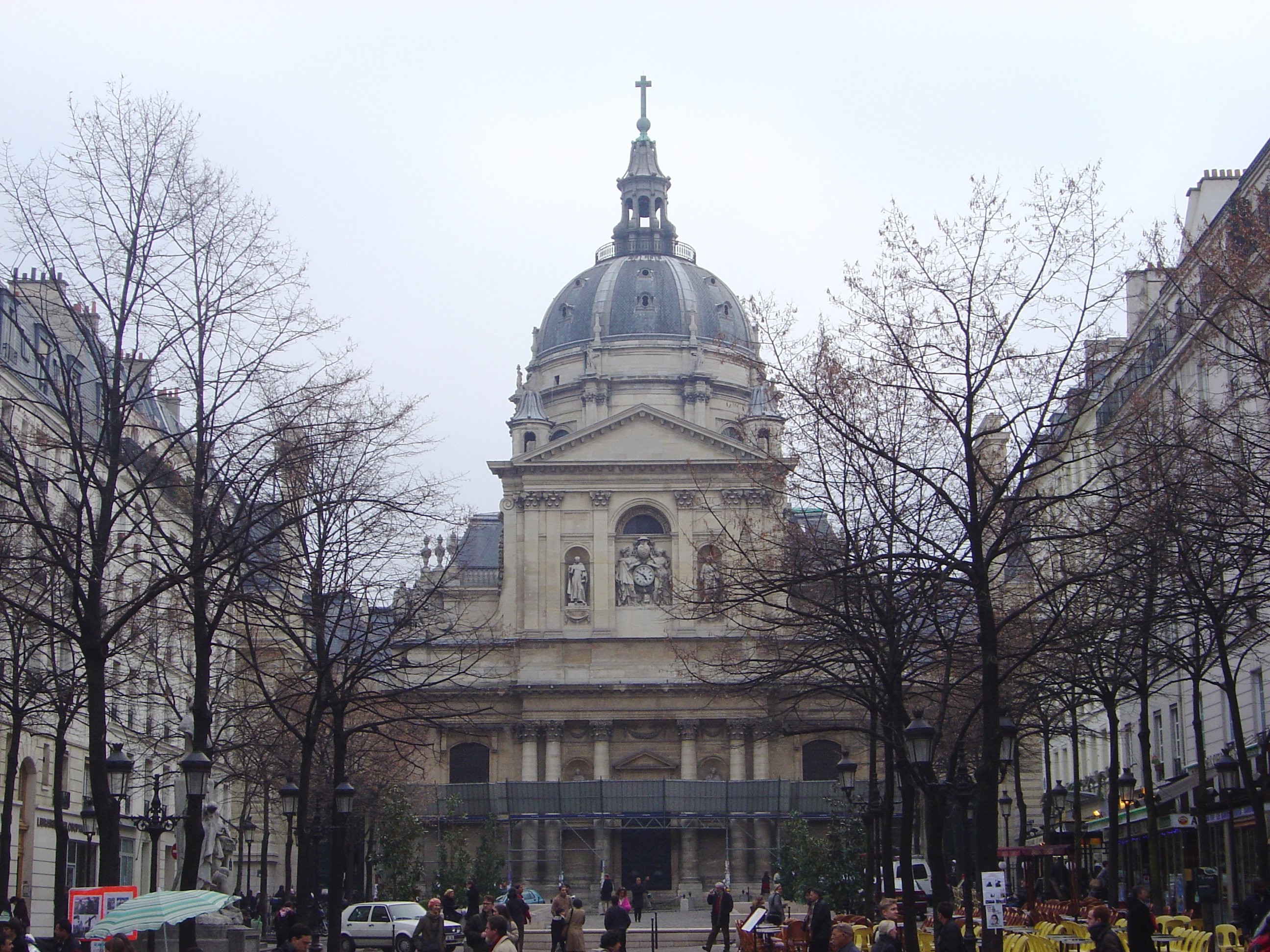
La capilla de Sorbonne (1635): prototipo de Mansart para Les Invalides.

En la Sorbona, la universidad ha sido reconstruida, pero la cupulada capilla de la Sorbona (iniciada en 1635) es la reconocida obra maestra que sobrevive de Lemercier a los elementos propios del barroco. Aúna otros de la tradición clásica. La cúpula hemisférica sobre un alto tambor octogonal, el primero de este tipo en Francia, tiene cuatro pequeñas cúpulas en los ángulos de la cruz griega sobre las dos órdenes corintias en la fachada, de columnas completas abajo y pilastras planas arriba. El interior estaba destinado a ser revestido con frescos. La intersección cuadrada está rodeada por bóvedas cilíndricas y un ábside del coro semicircular. El lado norte consiste en un pórtico. En esta iglesia, fue enterrado Richelieu en 1642.
En 1639 Lemercier fue nombrado primer arquitecto del rey (premier architecte du Roi), cargo que conservó hasta 1653. Encargado de supervisar todas las empresas de construcción reales, en cuyo desempeño sostuvo una disputa desagradable con el cultivado Nicolás Poussin acerca de las decoraciones en el Louvre.
En la  iglesia abacial real de Val-de-Grâce Lemercier sucedió al anciano François Mansart que completó la estructura hasta la línea de la cornisa, y se negó a aceptar un cambio en el diseño del edificio. Lemercier la completó con una cúpula.
Luis XIII le encomendó la planificación inicial para una expansión del pabellón de caza en Versalles, un proyecto que solo fue realizado por otros arquitectos, notablemente Louis Le Vau y Jules Hardouin-Mansart, bajo la guía de Luis XIV.

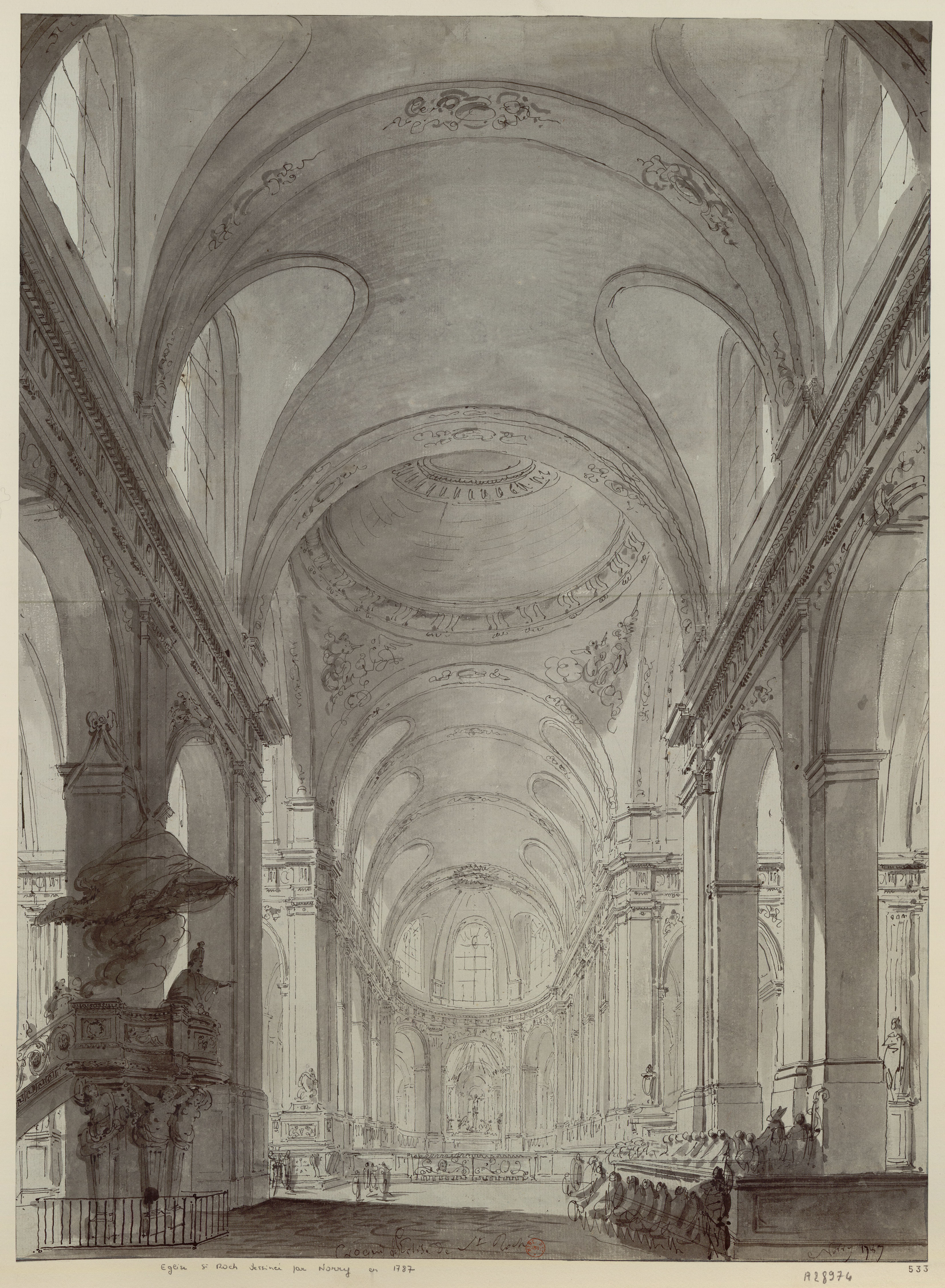
Saint-Roch, Paris, en un dibujo a pluma y tinta de Charles Norry, 1787.

Uno de sus últimos encargos fue el diseño de la iglesia de Saint-Roch, en la que Luis XIV colocó la piedra angular en 1653. Con una longitud de - m. Es una de las iglesias más grandes de París. El profundo coro enfatiza la extensión del interior, apenas interrumpido por la discreta cúpula baja sobre el crucero, que se esconde en el exterior bajo el techo del transepto. Lemercier completó el coro y el crucero y el resto del interior se llevó a cabo según su proyecto. El trabajo se interrumpió entre 1701 y 1740, salvo para una capilla insertada edificada en 1705-1710 y diseñada por Jules Hardouin-Mansart. La fachada actual es una composición del siglo XVIII de Robert de Cotte. 
En una larga carrera, el escrupuloso Lemercier no acumuló fortuna. Aunque en 1645 Lemercier estaba recibiendo, como primer arquitecto real un salario de 3000 libras, después de su muerte —en la casa que se había construido para él y que todavía se conserva en el n.º 46 de la rue de l'Arbre Sec (Gady)— fue necesario vender la gran biblioteca que había reunido, para liquidar sus deudas. Lemercier murió en París en 1654.

## Principales obras
Sus obras más destacadas son:
- 1614–1632: Pont Neuf en Toulouse (diseño y construcción de los arcos de piedra)
- 1613–1620: La iglesia de Saint-Joseph-des-Carmes de París.
- 1624–1654: pabellón del Reloj del Louvre, así como el cuarto Noroeste del Cour Carré: dobló la fachada de Pierre Lescot, erigió el pabellón del ángulo y comenzó el ala septentrional.
- 1627–1630: oratorio del Louvre (con Louis Métezeau).[6]
- 1629: Palais-Royal de París (de la contribución de Lemercier a este palacio sólo queda la galería de Proues)
- 1631–1642: castillo de Richelieu y la villa de Richelieu (Indre y Loira).
- 1632–1635: fachada de la iglesia de Saint-Pierre-Saint-Paul de Rueil-Malmaison.
- 1634: planos para el altar mayor de la iglesia de San Eustaquio
- 1634: planes para la iglesia de los franciscanos del Convento franciscano (destruido) en París .
- 1635–1642: capilla de la Sorbona.
- 1646–1654: finalización de la  iglesia de Val-de-Grâce. En 1645, el cardenal Mazarino hizo llamar a François Mansart para reconstruir la  iglesia y el monasterio del Val-de-Grâce. Los trabajos comenzaron en la primavera de 1645, pero el año siguiente fue sustituido por Jacques Lemercier. La iglesia fue finalizada a su muerte por Pierre Le Muet.
- 1653: Iglesia de Saint-Roch en París (planos y la construcción de la nave)

## Galería de imágenes

Obras de Jacques Lemercier
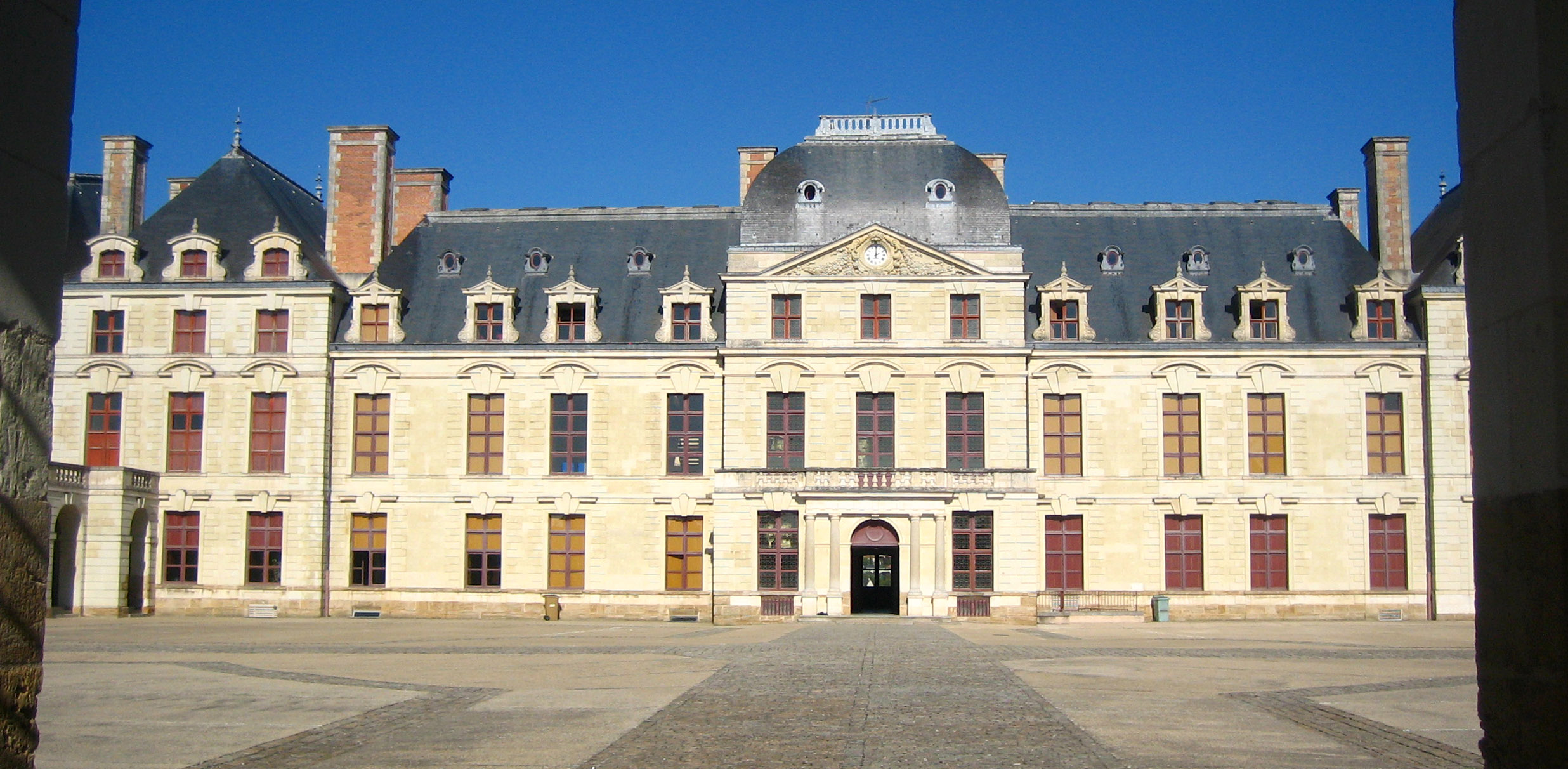
Château de los duques de la Trémoïlle en  Thouars (desde 1638)
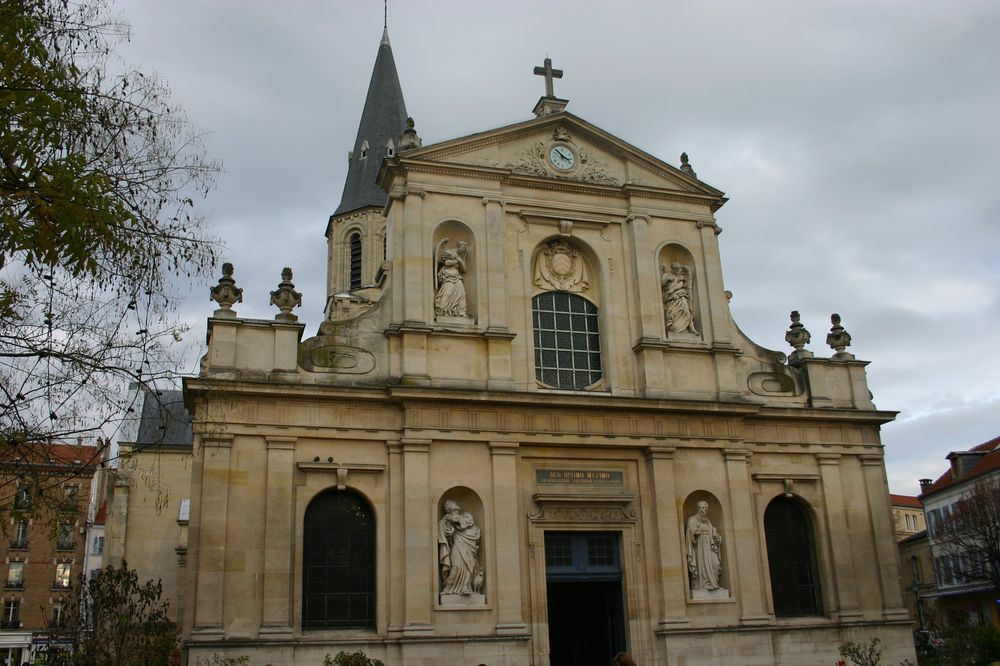
Iglesia Saint-Pierre Saint-Paul de Rueil-Malmaison
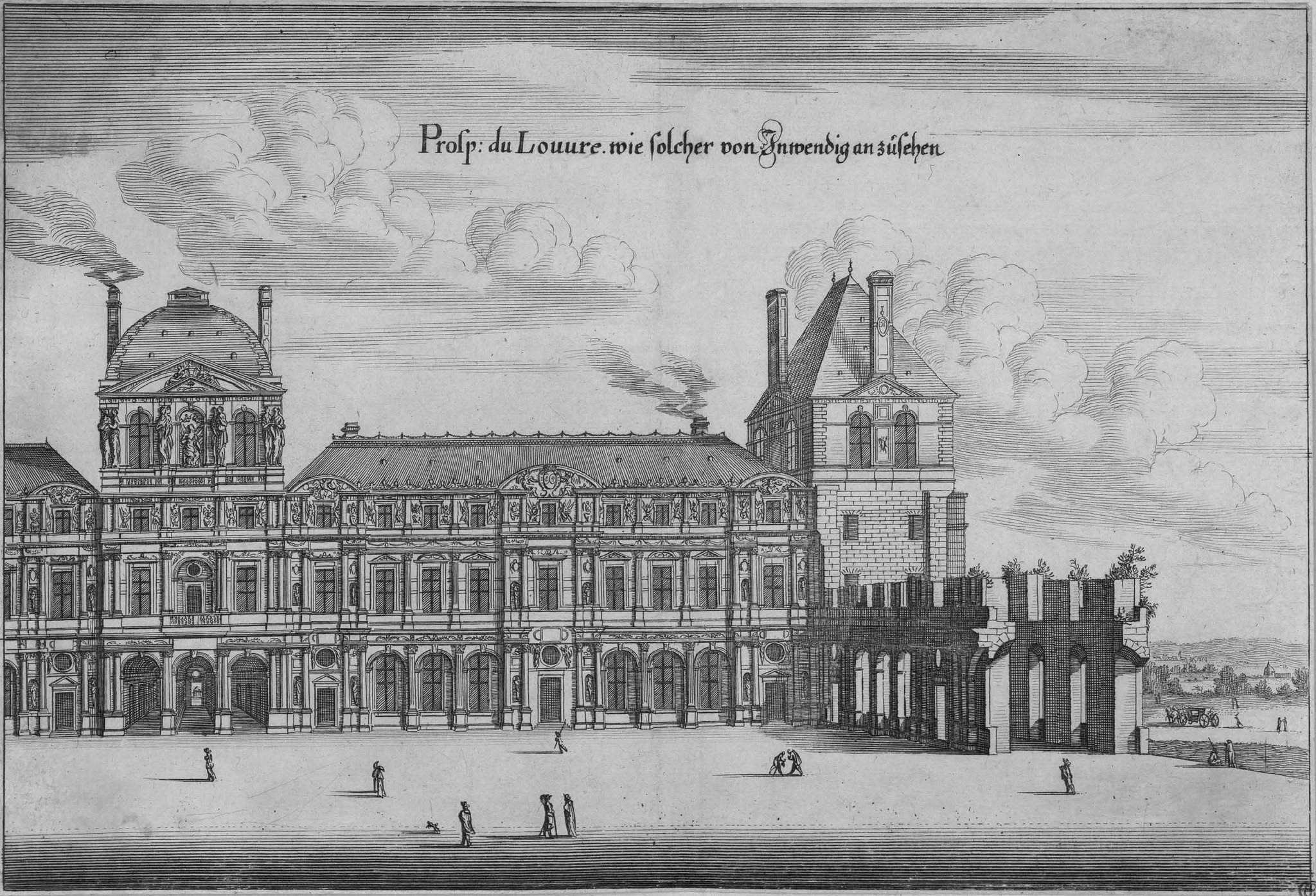
Parte del patio cuadrado del Louvre (fachada occidental) erigida por Lemercier (1642)
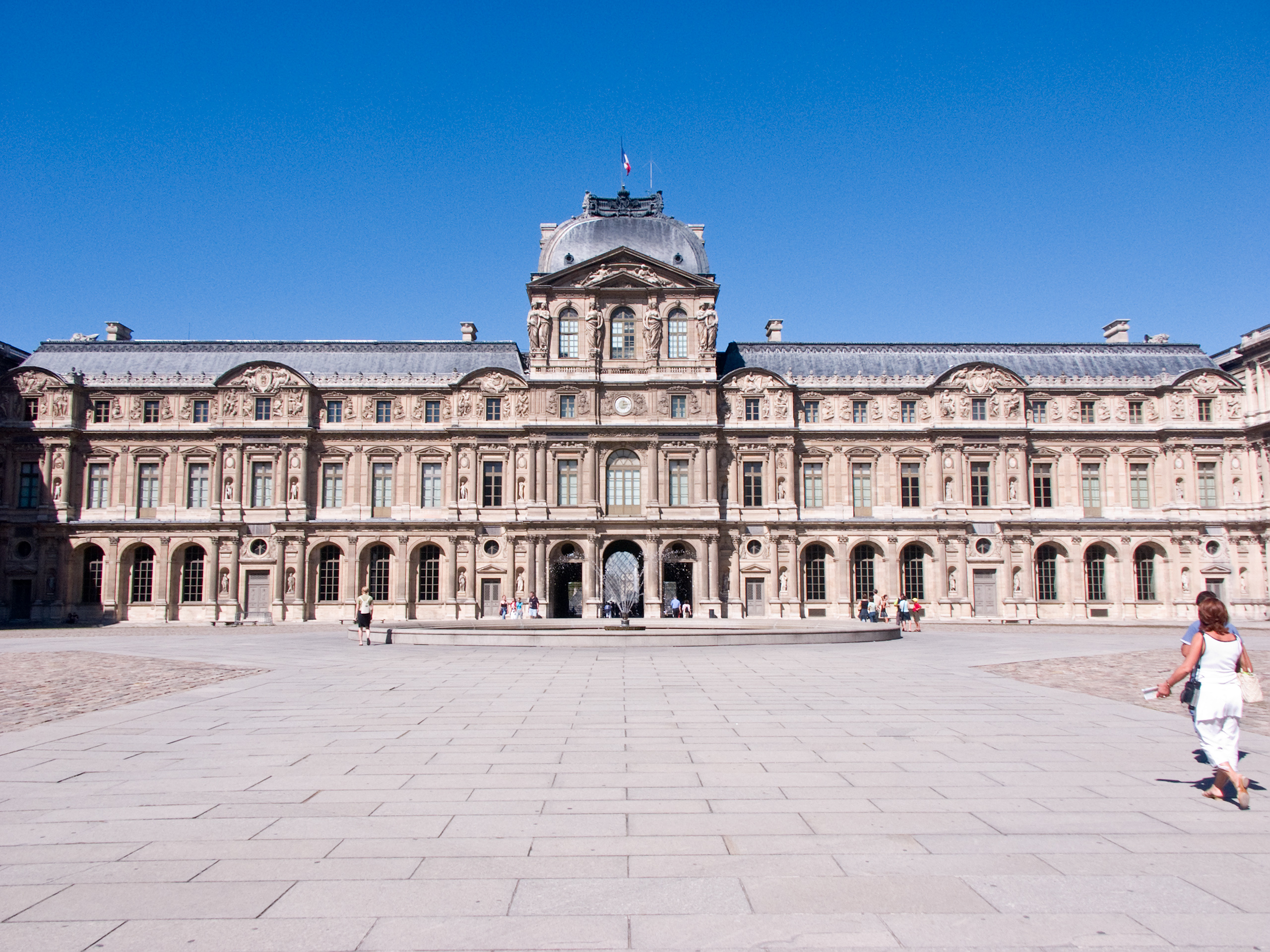
Pabellón del Reloj - Louvre